# 9-1-1: Lone Star
9-1-1: Lone Star è una serie televisiva statunitense prodotta dal 2020 al 2025 per cinque stagioni e trasmessa sul canale statunitense Fox.
Creata da Ryan Murphy, Brad Falchuk e Tim Minear, è uno spin-off del procedural drama 9-1-1.

## Trama
Le vicende seguono il capitano dei vigili del fuoco di New York Owen Strand che, insieme a suo figlio TK si trasferisce ad Austin, in Texas. Deve cercare di bilanciare i propri doveri di salvare coloro che sono più vulnerabili e risolvere i problemi della propria vita. Ed è affiancato dai nuovi colleghi pompieri e paramedici.

## Episodi
| Stagione         | Episodi | Prima TV USA | Prima TV Italia |
| ---------------- | ------- | ------------ | --------------- |
| Prima stagione   | 10      | 2020         | 2020            |
| Seconda stagione | 14      | 2021         | 2021            |
| Terza stagione   | 18      | 2022         | 2022            |
| Quarta stagione  | 18      | 2023         | 2023            |
| Quinta stagione  | 12      | 2024-2025    | 2024-2025       |

## Personaggi principali e interpreti
- Owen Marshall Strand (stagioni 1-5), interpretato da Rob Lowe, doppiato da Francesco Prando.
Capitano dei Vigili del fuoco di New York, si trasferisce ad Austin, Texas, con suo figlio TK, a capo della stazione 126. Dovrà bilanciare il difficile lavoro di pompiere con la risoluzione dei suoi problemi personali specialmente dopo aver saputo che gli è stato diagnosticato un cancro ai polmoni. È un vero esperto di cura del corpo e ha una vera venerazione per i suoi capelli.[1] Nella terza stagione si rippacifica con suo padre, con cui non aveva contatti da quando era bambino, e conosce Robert il suo fratellastro che purtroppo muore per una malattia alla fine della quarta stagione.
- Michelle Blake (stagione 1), interpretata da Liv Tyler, doppiata da Stella Musy.
Capo paramedico di Austin, è una donna forte e combattiva che però cela un'ossessione: scoprire il destino della sorella Iris, scomparsa misteriosamente due anni prima di cui incolpa l'ex-fidanzato. Dopo tre anni dalla sua scomparsa la ritrova per scoprire che soffre di un disturbo che la rende paranoica e asociale. Lascia la serie al termine della prima stagione.[2]
- Tyler Kennedy "TK" Strand (stagioni 1-5), interpretato da Ronen Rubinstein, doppiato da Emanuele Ruzza.
È un vigile del fuoco come suo padre Owen. Dopo aver scoperto che il suo ragazzo lo stava tradendo, tenta il suicidio ma viene salvato proprio da suo padre e si trasferisce con lui a Austin. Ha una dipendenza agli oppiacei, dalla quale si sta riprendendo. Intraprende una relazione con l'agente di polizia Carlos, ma deciderà di fare sul serio dopo aver superato la sua precedente rottura.[3]. Nella seconda stagione prende il posto di Tim nella squadra dei paramedici. Alla fine della terza stagione chiede a Carlos di sposarlo e lui accetta e alla fine della quarta i due si sposano.
- Grace Ryder (stagioni 1-4), interpretata da Sierra McClain, doppiata da Benedetta Degli Innocenti.
Operatrice del 9-1-1 e moglie di Judd.[3] Owen la considera una donna molto coraggiosa. Nella terza stagione partorisce una bambina che lei e Judd decidono di chiamare Charlie, in memoria del marito di Tommy. Esce di scena nella 5 stagione partendo per un progetto ed aiutare i bambini bisognosi con la chiesa.
- Judd Ryder (stagioni 1-5), interpretato da Jim Parrack, doppiato da Riccardo Scarafoni.
Vigile del fuoco della capitale texana da sempre, è un uomo di poche parole e diffidente nei confronti dei forestieri, in particolare del capitano Strand; è il solo sopravvissuto del vecchio corpo dei vigili del fuoco 126 e si sente in colpa per non essere riuscito a salvare i suoi compagni.[4] Nella terza stagione scopre di aver avuto un figlio da una sua precedente storia di nome Wyatt con il quale, dopo un iniziale imbarazzo, stringe un grande rapporto padre-figlio. Verso la fine della quarta stagione, si dimette dal suo ruolo di vice comandante per stare vicino a suo figlio, che è rimasto vittima di un incidente.
- Marjan Marwani (stagioni 1-5), interpretata da Natacha Karam, doppiata da Loretta Di Pisa.
Vigile del fuoco temeraria, amante dell'adrenalina e devota musulmana, nonostante vari richiami per insubordinazione ha continuato a fare il suo lavoro in maniera eccellente; il suo modo di agire l'ha fatta diventare una celebrità di Instagram con il soprannome "Firefox", e ciò ha attirato l'interesse di Owen che l'ha definita "una vigilie del fuoco tosta".[5] Nella quarta stagione dopo un episodio poco piacevole lascia temporaneamente la 126 per viaggiare per il paese alla ricerca di se stessa per poi tornare quando capisce che il suo posto è alla 126. Dopo l'annuncio della nascita del figlio del suo ex fidanzato i suoi amici, in particolare Paul, l'aiutano a superare la cosa e lei trova un nuovo interesse amoroso per Joe, il suo fisioterapista. Nella quinta stagione, lei e Paul entreranno in competizione per il ruolo di vice capitano dopo le dimissioni di Judd.
- Paul Strickland (stagioni 1-5), interpretato da Brian Michael Smith, doppiato da Gabriele Tacchi.
Vigile del fuoco transgender, è dotato di un particolare spirito di osservazione. Ha imparato a percepire il pericolo durante l'infanzia e secondo Owen il suo modo di agire, benché sia un po' cruento, lo rende un ottimo vigile del fuoco.[5] Nella quinta stagione, lui e Marjan entreranno in competizione per il ruolo di vice capitano dopo le dimissioni di Judd.
- Carlos Reyes (stagioni 1-5), interpretato da Rafael L. Silva, doppiato da Gabriele Vender.
Agente della polizia di Austin, è il migliore amico di Michelle, intraprende una relazione con TK. Dalla seconda stagione, lui e TK diventano ufficialmente una coppia.[5] Alla fine della terza stagione TK gli chiede di sposarlo e lui accetta e alla fine della quarta i due si sposano. Nella quinta stagione, ancora ossessionato dall'omicidio irrisolto di suo padre, entra nei Texas Rangers.
- Mateo Chavez (stagioni 1-5), interpretato da Julian Works, doppiato da Stefano Sperduti.
Vigile del fuoco di Austin, nonostante uno scarso risultato negli esami teorici, viene accolto nella nuova squadra dal capitano Strand come recluta, è abile sul campo ed è molto dedito al suo lavoro, passerà l'esame finale durante la prima stagione[5]. È dislessico. Inoltre, è un Dreamer. Nella terza stagione torna temporaneamente alla 129 per aiutare il suo vecchio capitano che soffre di demenza per poi tornare nuovamente alla 126 inoltre verso la fine della serie lui e Nancy si fidanzano.
- Tommy Vega (stagioni 2-5), interpretata da Gina Torres, doppiata da Emanuela Rossi.
Mentore di Michelle, torna operativa dopo un periodo di pausa dopo che quest'ultima si ritira, prendendone il suo posto come capitano. Judd la definisce il "miglior paramedico del Texas". Verso la fine della seconda stagione rimane vedova dopo la morte di suo marito, causata da un aneurisma. Durante la quarta stagione inizia una relazione con il pastore Trevor Parks.
- Nancy Gillian (stagioni 3-5, ricorrente stagioni 1-2), interpretata da Brianna Baker, doppiata da Benedetta Ponticelli.
Paramedico di Austin, è uno dei membri della squadra di Michelle (e ora di Tommy Vega). Non si hanno molte notizie sulla sua vita privata, a parte il fatto che ha una sorella e ha una relazione con Mateo Chavez. Era amica di Tim. Alla fine della terza stagione lei e Mateo si fidanzano.
- Izzy Vega (stagioni 3-5, guest star stagione 2), interpretata da Kelsey Yates.
Figlia di Tommy e sorella gemella di Evie.
- Evie Vega (stagioni 3-5, guest star stagione 2), interpretata da Skyler Yates.
Figlia di Tommy e sorella gemella di Izzy.

## Personaggi secondari ed interpreti
- Tim Rosewater (stagioni 1-2), interpretato da Mark Elias.
Un paramedico che muore durante la seconda stagione.
- Iris Blake (stagioni 1, 4), interpretata da Lyndsy Fonseca.
È la sorella minore di Michelle, che era scomparsa da tre anni per poi essere ritrovata in un accampamento di senzatetto con un chiari segni di schizofrenia. Inizialmente aveva rifiutato di farsi internare per curarsi ma nella quarta stagione ricompare mostrando di essere guarita e che aiuta le persone che avevano il suo stesso disturbo.
- Gwyneth Morgan (stagioni 2 guest star 3-4), interpretata da Lisa Edelstein.
Prima ex-moglie di Owen e madre di TK. Lei e Owen avevano divorziato anni fa perché riteneva che il marito desse più importanza al lavoro che alla sua famiglia. Quando viene a sapere dell'incidente sul lavoro di TK e del cancro di Owen, li raggiunge ad Austin per stare vicino a entrambi. Durante la pandemia lei e Owen si riavvicinano iniziando a pensare di tornare insieme. Scopre, inoltre, di essere incinta, e nonostante all'inizio si pensasse che il bambino fosse di Owen, si scopre che in realtà Owen non è il padre. Per questo motivo decide di tornare a New York. Muore nella 3 stagione in un incidente. TK ricorda quando lei lo aiutò a uscire dal suo periodo buio causato dalla droga.
- Charles Vega (stagione 2, guest star 5), interpretato da Derek Webster.
Marito di Tommy e padre di Izzy e Evie. È un ex-chef e proprietario di un ristorante; è obbligato a chiudere la sua attività all'inizio della pandemia di Covid-19, ma la riapre successivamente sotto forma di catering per eventi. Muore verso la fine della seconda stagione a causa di un aneurisma.
- Gabriel Reyes (stagioni 2-4), interpretato da Benito Martinez.
Padre di Carlos. È un Texas Ranger. Lavorerà a un caso con Carlos, e ad un altro con Owen. Muore alla fine della quarta stagione, poco prima del matrimonio di suo figlio con TK, ucciso da un assassino sconosciuto. Dopo la sua morte Carlos trova quello che suppone essere il suo assassino ma viene fermato da Owen e O'Brien prima che commetta una sciocchezza.
- Andrea Reyes (stagioni 2-in corso), interpretata da Roxana Brusso.
Madre di Carlos.
- Robert Strand (guest star stagione 3-4), interpretato da Chad Lowe.
È il fratellastro di Owen nato dal secondo matrimonio Walter Strand dopo il divorzio con la madre di Owen. I due si intronano in ospedale di California quando Owen va a trovare suo padre dopo anni di silenzio. Inizialmente Owen parla con lui senza immaginarne la parentela e sarà grazie alla loro chiacchierata che Owen riuscirà ad affrontare suo padre, per poi rivelargli la loro parentela. Da allora i due restano in contatto per poi tornare nella quarta stagione dove purtroppo Robert gli confessa di avere ereditato dal loro padre la Malattia di Huntington, che Owen e TK non hanno ereditato, e dopo aver partecipato al matrimonio di TK e Carlos, chiede a Owen di aiutarlo a suicidarsi senza farlo sapere alla famiglia e con il dolore nel cuore Owen gli resta accanto mentre si spegne per poi chiamare il 9-1-1.
- Julius Vega (stagione 3), interpretato da Nathan Owens.
Julius è il fratello minore di Charles e il cognato di Tommy. Tommy non ha un buon rapporto con lui, poiché non gli perdona il non essersi presentato al funerale di suo fratello. Ma quando gli dice la verità il rapporto cambia e i due iniziano a provare più di semplice affetto ma decidono di interrompere la cosa.
- Catherine Harper (stagione 3 guest star 4), interpretata da Amy Acker.
È il capo dello staff del Governatore del Texas e la nuova "fiamma" di Owen. Sembra che nella quarta stagione si sia trasferita a Washington per lavoro interrompendo la sua relazione con Owen.
- Ty O'Brien (stagioni 3-4), interpretato da Neal McDonough.
Sergente del corpo di polizia di Austin. Inizialmente lui e Owen si prendono in antipatia e finiscono per sfidarsi sul campo da softball nell'annosa partita "Poliziotti contro Vigili del Fuoco" che finisce in rissa. Solo quando rischia di morire in un incendio in un magazzino di marijuana e Owen lo salva la rivalità tra le loro squadre cesserà portandoli in alcuni casi a collaborare. Nella quarta stagione è alla ricerca di suo nipote scomparso che si era affiliato a un gruppo di motociclisti radicali gli Honor Dogs, gruppo da lui fondato ma dal quale si era allontanato. Alla fine vede suo nipote andare in prigione per essere stato costretto a prendere parte a un attacco terroristico che è stato sventato.
- Wyatt Harris (stagioni 3-5), interpretato da Jackson Pace.
Il figlio di Judd, avuto da un'avventura di una notte 17 anni prima. Wyatt su presenta in caserma chiedendo di Judd e quando questi gli dice che è suo figlio l'uomo resta spiazzato. Dopo un iniziale momento di disagio i due iniziano a conoscersi, anche se hanno ben poco in comune (Wyatt è vegano, ama i videogiochi...) i due riescono a instaurare un buon rapporto padre-figlio. Durante la quarta stagione Wyatt comunica a suo padre che oltre a dover abbandonato il college lui e la sua ragazza aspettano un figlio e per questo vuole che lo aiuti ad entrare in caserma per diventare un vigile del fuoco come lui; inizialmente Judd pensa che suo figlio stia buttando la sua vita ma si ricrede e decide di addestrarlo. Purtroppo a causa di un incidente d'auto subisce una lesione alle vertebre del corpo e deve stascorrere un lungo periodo di degenza e riabilitazione. Nella quinta stagione inizia a lavorare con Grace al centralino del 9-1-1.
- Trevor Parks (stagioni 4-5), interpretato da D. B. Woodside.
Il nuovo pastore della chiesa di Tommy e Grace. Tommy lo incontra due volte nel corso di un'emergenza in cui prima gli era finita una rana in gola la seconda per curare le sue escoriazioni. Tommy si sente subito attratta da lui e il sentimento è reciproco. I due affrontano non pochi ostacoli prima di mettersi insieme: prima la figlia che non accettava la loro relazione per poi ricredersi quando Tommy la aiuta ad affrontare l'arrivo delle mestruazioni, poi le donne della chiesa che parlano male di lui e Tommy; in un primo momento Trevor, a causa di un episodio con la sua ex-moglie che so è concluso con il divorzio, preferisce smettere di vedersi ma sarà la forza e la determinazione di Tommy nell'affrontare quelle persone a testa alta che gli faranno ritrovare il coraggio arrivando a baciarla davanti a tutta la chiesa.

## Riconoscimenti
Nel 2021 la serie ha ricevuto una nomination nella categoria di Oustanding Drama Series ai GLAAD Media Awards. Nel corso della cerimonia di premiazione, tenutasi in via digitale l'8 aprile 2021, gli attori Rafael L. Silva, Ronen Rubinstein e Brian Michael Smith hanno presentato la categoria Outstanding Film - Limited Release.

## Produzione

### Casting
Il 12 maggio 2019 è stata annunciata la produzione di uno spin-off della serie 9-1-1, già in onda da un anno, con protagonista Rob Lowe. Nel mese di settembre sono poi stati annunciati nel cast: Liv Tyler, Jim Parrack, Ronen Rubinstein e Sierra McClain, Natacha Karam, Brian Michael Smith, Rafael Silva e Julian Works. Il 3 settembre 2020 è stato annunciato l'ingresso come series regular nel cast di Gina Torres. Il 22 settembre 2020 viene annunciato che Liv Tyler non tornerà ad interpretare i panni di Michelle Blake nella seconda stagione della serie, per motivi legati al Coronavirus. Il 25 settembre 2020 viene annunciato che Lisa Edelstein parteciperà come guest nella prima parte della seconda stagione; nel 2021 viene reso noto che Edelstein tornerà a vestire i panni di Gwyneth Morgan in una serie di episodi della terza stagione della serie. Il 25 maggio 2021 Brianna Baker viene promossa a personaggio regolare a partire dalla terza stagione.